# Adetus postilenatus
Adetus postilenatus es una especie de escarabajo del género Adetus, familia Cerambycidae. Fue descrita científicamente por Bates en 1885.
Habita en Guatemala y Panamá. Los machos y las hembras miden aproximadamente 6-11,15 mm. El período de vuelo de esta especie ocurre en el mes de octubre.